# 메누도

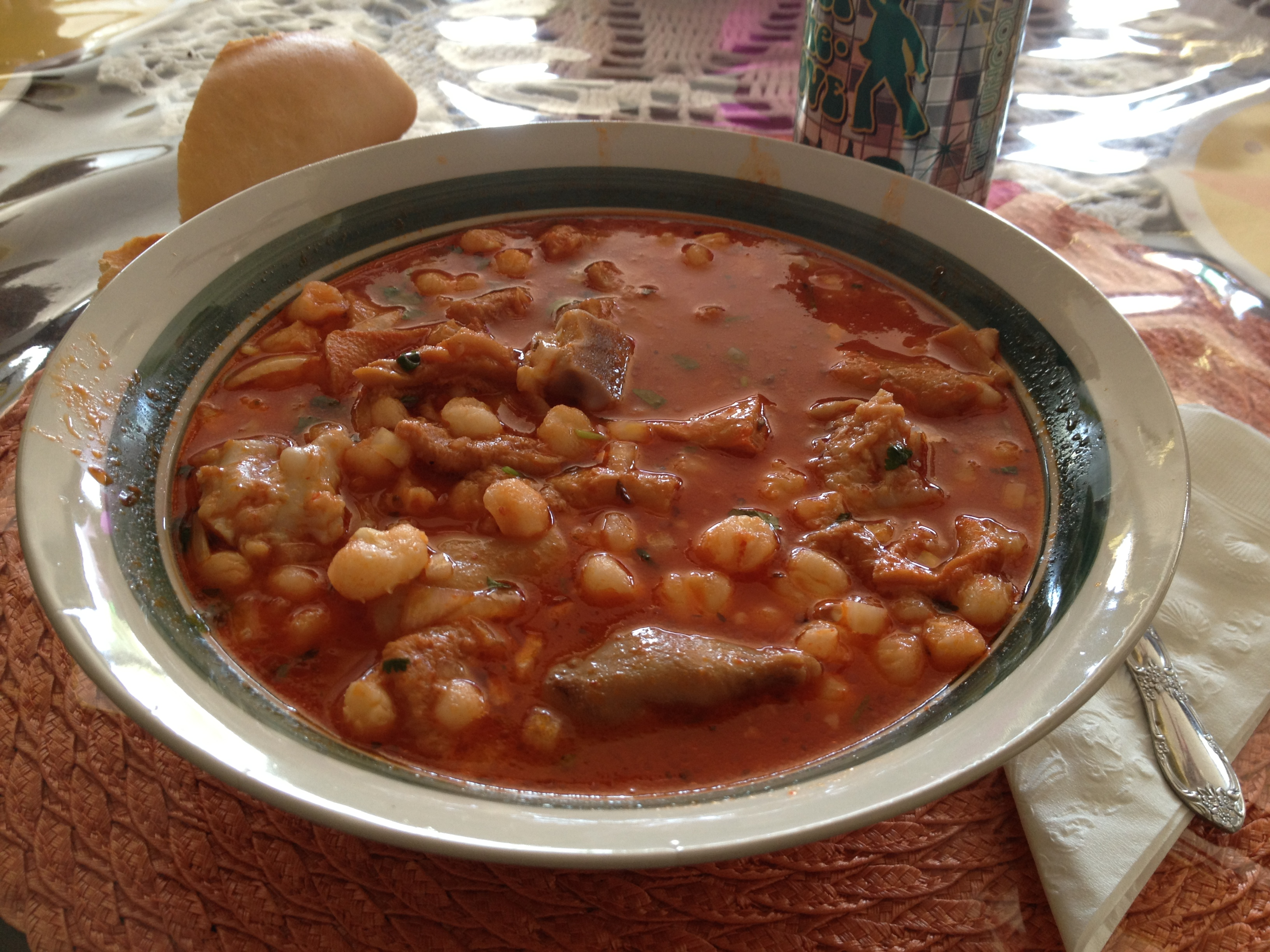
메누도

메누도(Menudo)는 멕시코의 전통 수프로, 고추 기반 국물에 소의 내장을 넣어 만든다. 닉스타말, 라임, 양파, 오레가노가 양념을 위해 쓰인다.

## 문화적 중요성
메누도는 결혼식에서 즐겨 먹는 음식이다. 또한 숙취해소 음식으로 여겨진다.
양을 조리하는데 오래 걸리기 때문에 메누도 요리는 오래 걸린다. 양파, 칠리소스, 고수 잎 같은 재료들이 많이 투입되며 라임즙도 많이 투입된다. 여러 명이 같이 요리하는 경우가 많고 축제에서 먹는다.
공공사업진흥국 문서에 따르면 1930년대에 미국 애리조나주에서 이주민 출신 노동자들 사이에 메누도 잔치가 생일, 성탄절 등을 기념키 위해 규칙적으로 열렸다고 한다.

## 같이 보기
- 과티타
- 몬동고
- 카우 카우
- 파타스카